# Campeonato Paulista de Futebol de 2013 - Série A2
O Campeonato Paulista de Futebol da Série A2 de 2013 foi a 67.ª edição do campeonato equivalente ao segundo nível do futebol paulista. Foi disputado entre 23 de janeiro e 12 de maio. Os quatro primeiros foram promovidos a primeira divisão do ano seguinte, e os quatro últimos, rebaixados. Nesse ano, o campeão também ganhou o direito de disputar a Copa do Brasil de 2014 .
O primeiro clube rebaixado para a Série A3 de 2014 foi o Juventus, após perder para o Guaratinguetá na 18ª rodada por 3 a 1 na Rua Javari. A segunda equipe rebaixada foi a Santacruzense, após empatar com a Portuguesa também na 18ª rodada por 1 a 1 no Estádio Leônidas Camarinha. Já os últimos rebaixados saíram na 19ª e última rodada: o São Carlos perdeu para a Portuguesa por 1 a 0 no Canindé, e o Noroeste perdeu em casa, no Estádio Alfredo de Castilho, para o Capivariano por 2 a 0.

## Regulamento

### Primeira fase
A Série A2 será disputada por 20 clubes em turno único. Todos os times jogam entre si em turno único, classificando-se para a fase final os 08 clubes com o maior número de pontos ganhos nesta fase e os quatro últimos serão rebaixados para a Série A3 de 2014. 

#### Critérios de desempate
Caso haja empate de pontos entre dois clubes, os critérios de desempates serão aplicados na seguinte ordem:
1. Número de vitórias
2. Saldo de gols
3. Gols marcados
4. Número de cartões vermelhos
5. Número de cartões amarelos
6. Sorteio

### Fase final
Os oito classificados foram divididos em dois grupos de quatro jogando entre si em turno e returno. Os dois primeiros de cada grupo foram classificados para a Série A1 de 2014, enquanto os primeiros de cada grupo se classificaram à final. O campeão foi decidido em dois jogos, com o clube com melhor campanha fazendo a grande final em seu mando de campo .

## Participantes
| Equipe          | Cidade                  | Em 2012        | Estádio                  | Capacidade | Títulos            |
| --------------- | ----------------------- | -------------- | ------------------------ | ---------- | ------------------ |
| Audax São Paulo | São Paulo               | 5° (Série A2)  | Nicolau Alayon           | 5 000      | 0 (não possui)     |
| Capivariano     | Capivari                | 3º (Série A3)  | Carlos Conalghi          | 7 314      | 0 (não possui)     |
| Catanduvense    | Catanduva               | 19º (Série A1) | Silvio Salles            | 16 444     | 0 (não possui)     |
| Comercial       | Ribeirão Preto          | 20º (Série A1) | Palma Travassos          | 18 277     | 1 (1958)           |
| Ferroviária     | Araraquara              | 7º (Série A2)  | Arena da Fonte Luminosa  | 20 950     | 2 (último em 1966) |
| Grêmio Barueri  | Barueri                 | 10º (Série A2) | Arena Barueri            | 31 452     | 1 (2006)           |
| Grêmio Osasco   | Osasco                  | 2º (Série A3)  | Rochedale                | 11 780     | 0 (não possui)     |
| Guaratinguetá   | Guaratinguetá           | 18º (Série A1) | Dario Rodrigues Leite    | 16 095     | 1 (2007)           |
| Juventus        | São Paulo               | 4º (Série A3)  | Rua Javari               | 3 800      | 2 (1929, 2005)     |
| Monte Azul      | Monte Azul Paulista     | 12º (Série A2) | Otacilia Patrício Arroyo | 13 100     | 1 (2009)           |
| Noroeste        | Bauru                   | 8º (Série A2)  | Alfredo de Castilho      | 16 300     | 3 (último em 1984) |
| Portuguesa      | São Paulo               | 17° (Série A1) | Canindé                  | 21 004     | 1 (2007)           |
| Red Bull Brasil | Campinas                | 6º (Série A2)  | Moisés Lucarelli         | 17 728     | 0 (não possui)     |
| Rio Branco      | Americana               | 1° (Série A3)  | Décio Vitta              | 16 300     | 0 (não possui)     |
| Rio Claro       | Rio Claro               | 11º (Série A2) | Augusto Schmidt Filho    | 6 284      | 0 (não possui)     |
| Santacruzense   | Santa Cruz do Rio Pardo | 15º (Série A2) | Leônidas Camarinha       | 6 000      | 0 (não possui)     |
| Santo André     | Santo André             | 14º (Série A2) | Bruno José Daniel        | 8 000      | 3 (último em 2008) |
| São Carlos      | São Carlos              | 16º (Série A2) | Luís Augusto de Oliveira | 8 000      | 0 (não possui)     |
| São José        | São José dos Campos     | 13° (Série A2) | Martins Pereira          | 16 500     | 2 (último em 1980) |
| Velo Clube      | Rio Claro               | 9º (Série A2)  | Benito Agnelo Castellano | 8 136      | 0 (não possui)     |

## Classificação da primeira fase
| Pos. | Time            | Pts | J  | V  | E | D  | GP | GS | SG  | Expulso | Penalizado com cartão amarelo |
| --- | --------------- | --- | -- | -- | - | -- | -- | -- | --- | ------- | ----------------------------- |
| 1 | Audax           | 45  | 19 | 14 | 3 | 2  | 41 | 18 | +23 |         |                               |
| 2 | Portuguesa      | 40  | 19 | 12 | 4 | 3  | 31 | 11 | +20 |         |                               |
| 3 | Comercial       | 32  | 19 | 8  | 8 | 3  | 26 | 11 | +15 |         |                               |
| 4 | Guaratinguetá   | 32  | 19 | 8  | 8 | 3  | 28 | 17 | +11 |         |                               |
| 5 | Rio Claro       | 31  | 19 | 8  | 7 | 4  | 21 | 17 | +4  |         |                               |
| 6 | Capivariano     | 30  | 19 | 9  | 3 | 7  | 29 | 24 | +5  |         |                               |
| 7 | Catanduvense    | 30  | 19 | 8  | 6 | 5  | 21 | 17 | +4  |         |                               |
| 8 | Red Bull Brasil | 29  | 19 | 8  | 5 | 6  | 24 | 20 | +4  |         |                               |
| 9 | São José-SP     | 27  | 19 | 6  | 9 | 4  | 17 | 18 | -1  |         |                               |
| 10 | Monte Azul      | 26  | 19 | 7  | 5 | 7  | 16 | 18 | -2  |         |                               |
| 11 | Grêmio Osasco   | 25  | 19 | 7  | 4 | 8  | 29 | 32 | -3  |         |                               |
| 12 | Velo Clube      | 23  | 19 | 7  | 2 | 10 | 15 | 22 | -7  |         |                               |
| 13 | Santo André     | 23  | 19 | 6  | 5 | 8  | 22 | 28 | -6  |         |                               |
| 14 | Rio Branco-SP   | 21  | 19 | 5  | 6 | 8  | 25 | 31 | -6  |         |                               |
| 15 | Grêmio Barueri  | 20  | 19 | 5  | 5 | 9  | 13 | 20 | -7  |         |                               |
| 16 | Ferroviária     | 19  | 19 | 5  | 4 | 10 | 18 | 22 | -5  |         |                               |
| 17 | Noroeste        | 19  | 19 | 5  | 4 | 10 | 15 | 21 | -6  |         |                               |
| 18 | São Carlos      | 18  | 19 | 5  | 3 | 11 | 15 | 28 | -13 |         |                               |
| 19 | Santacruzense   | 15  | 19 | 2  | 9 | 8  | 18 | 28 | -10 |         |                               |
| 20 | Juventus-SP     | 14  | 19 | 4  | 2 | 13 | 17 | 38 | -21 |         |                               |
| Pts – Pontos ganhos; J – Jogos; V - Vitórias; E - Empates; D - Derrotas; GP – Gols pró; GC – Gols contra; SG – Saldo de gols; |                 |     |    |    |   |    |    |    |     |         |                               |

|  |                               |
|  | Classificação à segunda fase  |
|  | Eliminados na primeira fase   |
|  | Rebaixados à Série A3 de 2014 |